# Etnopsychologia
Etnopsychologia – inaczej psychologia ludów, poddyscyplina antropologii kulturowej. Etnopsychologia została zapoczątkowana przez Wilhelma Wundta.
Zajmuje się psychologiczną charakterystyką zbiorowości ludzkich. Bada wybrane wytwory z życia psychicznego, przejawiające się: w: mowie, religii, prawie, sztuce, polityce, a także poszukuje i analizuje skutki oddziaływania na siebie kultur różnych ludów lub narodów.
W Stanach Zjednoczonych etnopsychologię rozwijali Margaret Mead, Ruth Benedict, Abram Kardiner i Ralph Linton.